# Orthocladius priomixtus
Orthocladius priomixtus är en tvåvingeart som beskrevs av Ole Anton Saether 2004. Orthocladius priomixtus ingår i släktet Orthocladius och familjen fjädermyggor.
Artens utbredningsområde är Norge. Det är osäkert om arten förekommer i Sverige. Inga underarter finns listade i Catalogue of Life.